# Gare de Kortemark
La gare de Kortemark (en néerlandais : station Kortemark) est une gare ferroviaire belge de la ligne 73, de Deinze à La Panne (frontière), située au sud du centre-ville de la commune de Kortemark dans la province de Flandre-Occidentale en Région flamande.
Elle est mise en service en 1858 par la Compagnie du chemin de fer de Lichtervelde à Furnes. C'est une halte voyageurs de la Société nationale des chemins de fer belges (SNCB) desservie par des trains InterCity (IC), Touristiques (T) et d'Heure de pointe (P).

## Situation ferroviaire
Établie à 8 m d'altitude, la gare de Kortemark est située au point kilométrique (PK) 37,931 de la ligne 73, de Deinze à La Panne (frontière), entre les gares ouvertes de Lichtervelde et de Dixmude ; la gare de Handzame, désormais fermée, s'intercalait en direction de Dixmude. Cette ligne résulte du regroupement des chemins de fer de Deinze à Tielt (Chemins de fer de la Flandre-Occidentale), de Tielt à Lichtervelde (État belge), Lichtervelde à Furnes, et de Furnes à la frontière française (Compagnie de Furnes à Dunkerque).
C'est une ancienne gare de bifurcation, située au PK 6,7 de la ligne 63, de Torhout à Ypres (hors service), entre les gares de Torhout (ouverte) et de Staden (hors service).

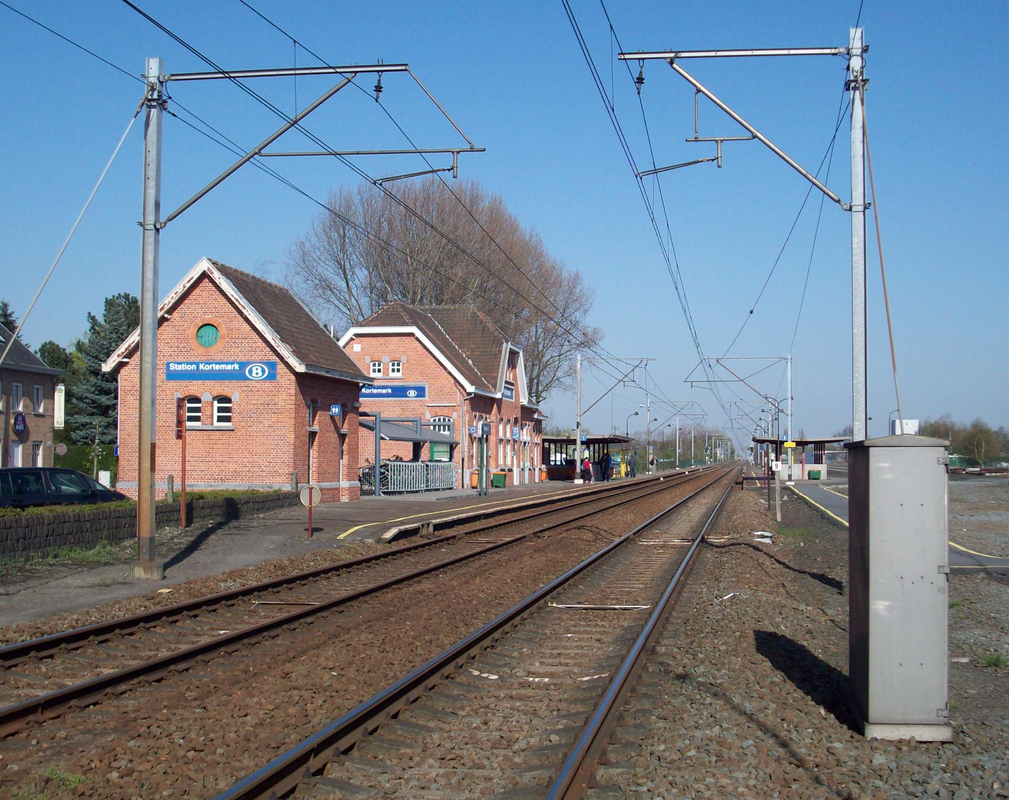
Intérieur de la gare.

## Histoire
La station de Kortemark est mise en service le 18 mai 1858, par la Compagnie du chemin de fer de Lichtervelde à Furnes, lorsqu'elle ouvre à l'exploitation la section de Lichtervelde à Furnes.
Elle devient une gare de bifurcation lors de l'ouverture de la ligne de Torhout à Ypres, par la Compagnie de Ostende à Armentières, le 15 août 1873. 
Le service voyageurs est fermé en 1950 et 1955 sur la ligne de Torhout à Ypres : de Torhout à Kortemark en 1950 et de Westrozebeke à Kortemark le 22 mai 1955. Le trafic marchandises est arrêté en 1950 vers Torhout. 
En 1996, la gare est remise en état, avec notamment des travaux de rénovation du bâtiment voyageurs et la création d'un passage souterrain et d'un abri pour les vélos.
Le 7 juillet 2003 le trafic marchandise est fermé entre Westrozebeke et Kortemark, mettant fin aux dernières activités de bifurcations de la gare.
Depuis le 28 juin 2013, la gare est devenue un point d'arrêt et le guichet est définitivement fermé.

### Les trois bâtiments de gare
Le premier bâtiment est inauguré vers 1858 par la Compagnie de Lichtervelde à Furnes.
Vers la fin du XIXe siècle, cette gare perd ses ailes et devient un bâtiment de service et logement de fonction pour le chef de gare tandis que les voyageurs reçoivent un nouveau bâtiment allongé sans étage avec un pignon côté rue.
Ces deux structures sont anéanties à la fin de la Première Guerre mondiale et une troisième gare remplace ces bâtiments détruits.
Le nouveau bâtiment est une gare de la reconstruction. Elle comporte une partie haute d'un seul étage à trois travées (triples ou quadruples) quasi symétrique (sauf la toiture qui se termine en bâtière d'un côté), et une aile plus basse d'une travée servant de magasin pour les colis.
Le bâtiment est désormais classé.

## Service des voyageurs

### Accueil
Halte SNCB, c'est un point d'arrêt non géré (PANG) à accès libre. Elle est équipée d'un automate pour l'achat de titres de transport. Des aménagements et équipements sont à la disposition des personnes à la mobilité réduite.
Un souterrain permet la traversée des voies et le passage d'un quai à l'autre.

### Desserte
Kortemark est desservie par des trains InterCity (IC), Heure de pointe (P) et Touristiques (T) de la SNCB, qui effectuent des missions sur la commerciale ligne 73 : La Panne - Gand Saint-Pierre (voir brochure SNCB).
En semaine, la desserte comprend :
- des trains IC-28 entre La Panne et Anvers-Central (limités à Gand-Saint-Pierre tôt le matin et tard le soir)
- deux trains P de La Panne à Schaerbeek (le matin)
- un unique train P de La Panne à Gand-Saint-Pierre (le matin)
- un train P de Gand-Saint-Pierre à La Panne (l’après-midi)
- deux trains P de Schaerbeek à La Panne (l’après-midi)

Les week-ends et jours fériés, la desserte est composée de trains IC-29 entre La Panne et Landen. Un unique train P circule les dimanches soir à destination de Louvain.
Durant les congés, la paire de trains P entre La Panne et Gand ne circule pas et la SNCB met à disposition des voyageurs deux trains touristiques (T) de Bruxelles-Nord à La Panne le matin, retour le soir (en semaine et les week-ends).

### Intermodalité
Un parc pour les vélos et un parking pour les véhicules y sont aménagés. Elle est desservie par des bus De Lijn.

## Comptage voyageurs
Ce graphique et tableau montre le nombre de voyageurs embarquant en moyenne durant la semaine, le samedi et le dimanche.
| Nombre de passagers qui embarquent à la gare de Kortemark | Nombre de passagers qui embarquent à la gare de Kortemark | Nombre de passagers qui embarquent à la gare de Kortemark | Nombre de passagers qui embarquent à la gare de Kortemark |
|                                                           | Semaine                                                   | Samedi                                                    | Dimanche                                                  |
| --------------------------------------------------------- | --------------------------------------------------------- | --------------------------------------------------------- | --------------------------------------------------------- |
| 1977                                                      | 524                                                       | 52                                                        | 92                                                        |
| 1978                                                      | 371                                                       | 65                                                        | 116                                                       |
| 1979                                                      | 408                                                       | 53                                                        | 138                                                       |
| 1980                                                      | 434                                                       | 59                                                        | 151                                                       |
| 1981                                                      | 365                                                       | 91                                                        | 100                                                       |
| 1982                                                      | 400                                                       | 62                                                        | 163                                                       |
| 1983                                                      | 405                                                       | 58                                                        | 139                                                       |
| 1984                                                      | 355                                                       | 66                                                        | 132                                                       |
| 1985                                                      | 408                                                       | 64                                                        | 168                                                       |
| 1986                                                      | 427                                                       | 84                                                        | 154                                                       |
| 1987                                                      | 431                                                       | 64                                                        | 178                                                       |
| 1988                                                      | 380                                                       | 75                                                        | 161                                                       |
| 1989                                                      | 444                                                       | 82                                                        | 144                                                       |
| 1990                                                      | 294                                                       | 74                                                        | 135                                                       |
| 1991                                                      | 382                                                       | 100                                                       | 195                                                       |
| 1992                                                      | 379                                                       | 83                                                        | 219                                                       |
| 1993                                                      | 397                                                       | 122                                                       | 229                                                       |
| 1994                                                      | 440                                                       | 116                                                       | 167                                                       |
| 1995                                                      | 463                                                       | 94                                                        | 193                                                       |
| 1996                                                      | 427                                                       | 133                                                       | 180                                                       |
| 1997                                                      | 397                                                       | 90                                                        | 325                                                       |
| 1998                                                      | 501                                                       | 121                                                       | 235                                                       |
| 1999                                                      | 432                                                       | 93                                                        | 260                                                       |
| 2000                                                      | 473                                                       | 130                                                       | 304                                                       |
| 2001                                                      | 553                                                       | 134                                                       | 296                                                       |
| 2002                                                      | 476                                                       | 107                                                       | 292                                                       |
| 2003                                                      | 525                                                       | 189                                                       | 280                                                       |
| 2004                                                      | 528                                                       | 140                                                       | 340                                                       |
| 2005                                                      | 460                                                       | 147                                                       | 404                                                       |
| 2006                                                      | 518                                                       | 130                                                       | 294                                                       |
| 2007                                                      | 479                                                       | 170                                                       | 428                                                       |
| 2008                                                      | -                                                         | -                                                         | -                                                         |
| 2009                                                      | 548                                                       | 182                                                       | 274                                                       |
| 2010                                                      | -                                                         | -                                                         | -                                                         |
| 2011                                                      | -                                                         | -                                                         | -                                                         |
| 2012                                                      | 531                                                       | 148                                                       | 321                                                       |
| 2013                                                      | 455                                                       | 179                                                       | 292                                                       |
| 2014                                                      | 458                                                       | 169                                                       | 309                                                       |
| 2015                                                      | 443                                                       | 155                                                       | 269                                                       |
| 2016                                                      | 410                                                       | 115                                                       | 312                                                       |
| 2017                                                      | 517                                                       | 199                                                       | 369                                                       |
| 2018                                                      | 528                                                       | 193                                                       | 409                                                       |
| 2019                                                      | 524                                                       | 178                                                       | 373                                                       |
| 2020                                                      | 381                                                       | 180                                                       | 330                                                       |
| 2021                                                      | -                                                         | -                                                         | -                                                         |
| 2022                                                      | 518                                                       | 180                                                       | 399                                                       |
| 2023                                                      | 435                                                       | 249                                                       | 389                                                       |
| 2024                                                      | 447                                                       | 178                                                       | 153                                                       |

## Galerie de photos

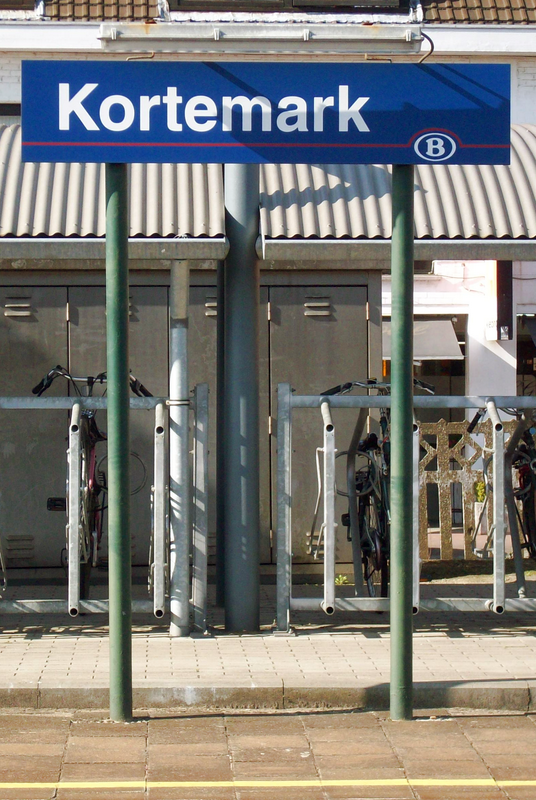
Panneau de quai.
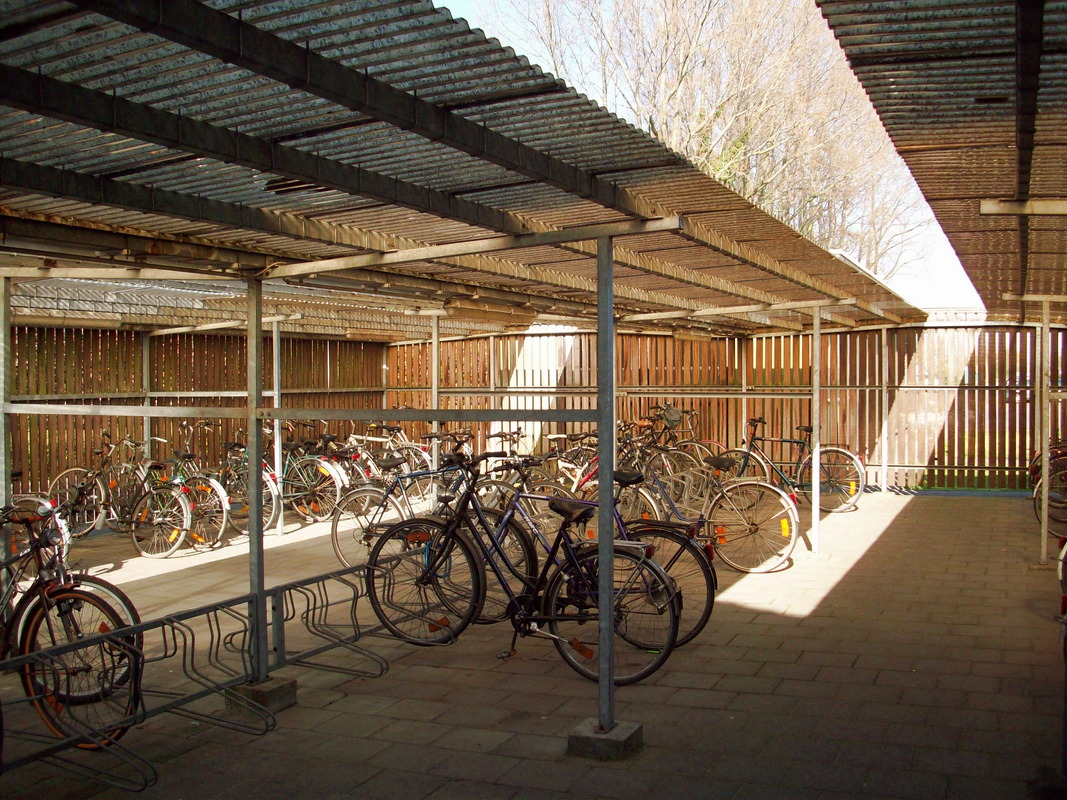
Parc à vélos.
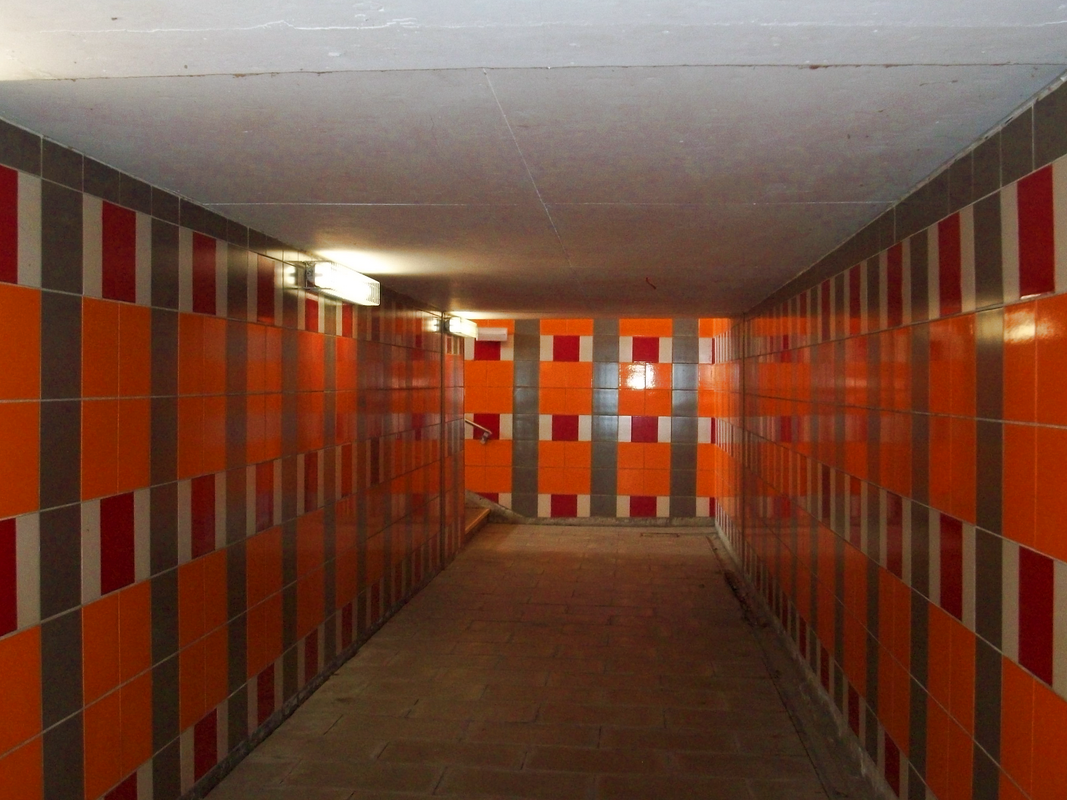
Souterrain.
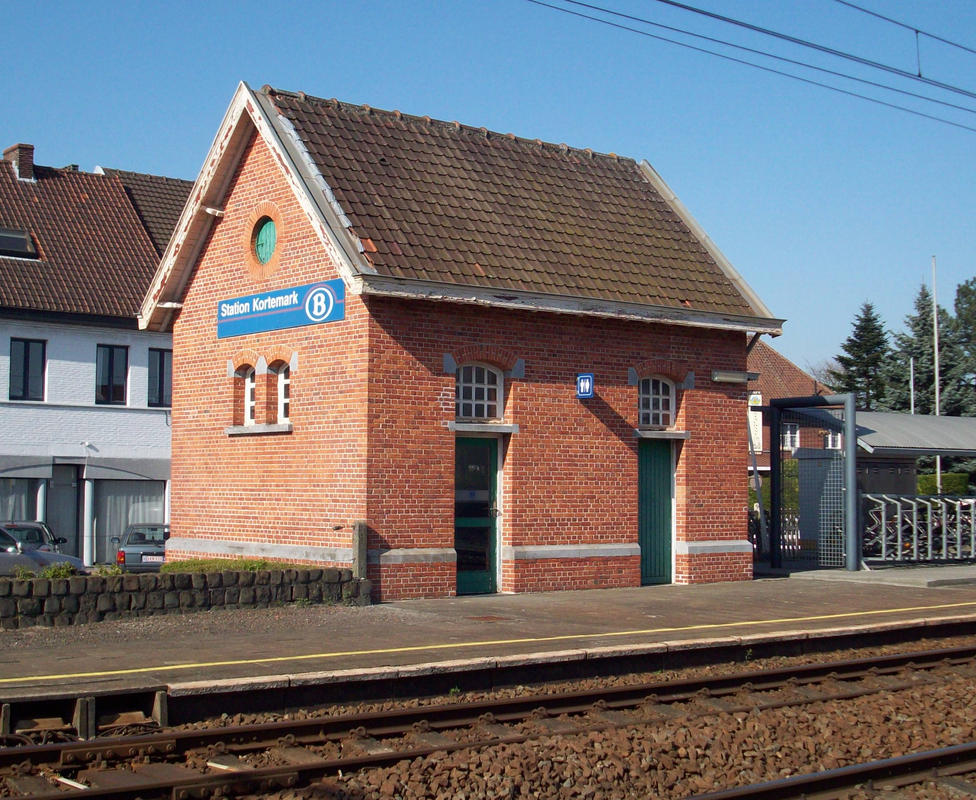
Anciennes toilettes